# Спинола, Никола Гаэтано
Никола Гаэтано Спинола (итал. Nicola Gaetano Spinola; 20 февраля 1659, Мадрид, королевство Испания — 12 апреля 1735, Рим, Папская область) — итальянский куриальный кардинал, папский дипломат и доктор обоих прав. Внучатый племянник кардинала Джованни Доменико Спинола и племянник кардинала Джамбаттиста Спинола старший. Титулярный архиепископ Фив Греческих с 4 октября 1706 по 16 декабря 1715. Апостольский нунций в Тоскане с 30 октября 1706 по 6 сентября 1707. Апостольский нунций в Польше с 6 сентября 1707 по 1 июля 1712. Генеральный аудитор Апостольской Палаты с 1 июля 1712 по 16 декабря 1715. Префект Священной Конгрегации границ с 8 мая 1721 по 12 апреля 1735. Камерленго Священной Коллегии кардиналов с 17 января 1724 по 20 февраля 1726. Кардинал-священник с 16 декабря 1715, с титулом церкви Сан-Систо с 8 июня 1716 по 29 января 1725. Кардинал-священник с титулом церкви Санти-Нерео-эд-Акиллео с 29 января 1725 по 12 апреля 1735.